# Diocèse de Mar del Plata
Le diocèse de Mar del Plata (en latin : Dioecesis Maris Platensis ; en espagnol : Diócesis de Mar del Plata) est un diocèse de l'Église catholique en Argentine, suffragant de l'archidiocèse de La Plata.

## Territoire
Il comprend neuf arrondissements de la province de Buenos Aires : Balcarce, General Alvarado, General Madariaga, General Pueyrredón, Lobería, Mar Chiquita, Necochea, Pinamar et Villa Gesell.
Son territoire possède une superficie de 22 850 km2 divisé en 49 paroisses. Le siège épiscopal est dans la ville de Mar del Plata où se trouve la cathédrale-basilique Saint-Pierre-et-Sainte-Cécile. Dans la même ville, une chapelle dédiée à Notre-Dame de Lourdes et une réplique de la grotte de Lourdes attirent de nombreux pèlerins.

## Historique
Le diocèse est érigé le 11 février 1957 par la constitution apostolique Quandoquidem adoranda du pape Pie XII en prenant sur le territoire du diocèse de Bahía Blanca (aujourd'hui archidiocèse de Bahía Blanca) et de l'archidiocèse de La Plata dont Mar del Plata devient suffragant.
Il cède une partie de son territoire le 27 mars 1980 pour l'érection du diocèse de Chascomús.

## Évêques
- Enrique Rau (13 mars 1957 - 11 août 1971)
- Eduardo Francisco Pironio (19 avril 1972 - 20 septembre 1975), nommé pro-préfet de la congrégation des instituts de vie consacrée
- Rómulo García (19 janvier 1976 - 31 mai 1991), nommé archevêque de Bahía Blanca
- José María Arancedo (19 novembre 1991 - 13 février 2003), nommé archevêque de Santa Fe de la Vera Cruz
- Juan Alberto Puiggari (7 juin 2003 - 4 novembre 2010), nommé archevêque de Paraná
- Antonio Marino (6 avril 2011 - 18 juillet 2017)
- Gabriel Antonio Mestre (18 juillet 2017 - 28 juillet 2023), nommé archevêque de La Plata
- José María Baliña (21 novembre 2023 - 13 décembre 2023), démissionne avant d'être installé
- Gustavo Manuel Larrazábal (13 décembre 2023 - 17 janvier 2024), démissionne d'être installé
  - Ernesto Giobando, administrateur apostolique (17 janvier 2024 - 12 décembre 2024)
- Ernesto Giobando (depuis le 12 décembre 2024)